# Herb gminy Radomin
Herb gminy Radomin – symbol gminy Radomin.

## Wygląd i symbolika
Herb przedstawia na tarczy w polu czerwonym srebrną strzałę ponad srebrnym półksiężycem barkiem w dół, a po jej obu stronach dwie złote ośmioramienne gwiazdy. Jest to nawiązanie do herbu Sas. 